# Рабфаковская улица (Санкт-Петербург)
Рабфа́ковская улица — улица в Невском районе Санкт-Петербурга. Проходит от улицы Бабушкина до проспекта Обуховской Обороны.

## История
До 1976 года проезд не имел названия. 6 декабря 1976 года получил название Рабфаковская улица, «в память первых рабочих университетов (рабфаков), созданных в 1919 году».

## Достопримечательности
- поликлиника № 7
- автостанция «Троицкое поле»